# MTV Unplugged
MTV Unplugged là chuỗi chương trình truyền hình được thực hiện bởi các nghệ sĩ nổi tiếng trình bày hoàn toàn bằng các nhạc cụ mộc. Đây là một chuỗi chương trình thành công, từng giành giải George Foster Peabody, ba lần được đề cử tại giải thưởng Primetime Emmy Award cũng như nhiều danh hiệu khác.

## Hoàn cảnh ra đời
Quan điểm về việc thực hiện chuỗi chương trình Unplugged bắt nguồn từ rất nhiều nghệ sĩ qua các sản phẩm trình diễn tại sân khấu, phim, truyền hình, thu âm từ nhiều thập kỷ trước. Việc hiện thực hóa "sơ khai" từng xuất hiện trong chương trình tái ngộ của Elvis Presley vào năm 1968, hay trong những thước phim nháp của bộ phim tài liệu Let It Be (1970) của The Beatles được coi là những tiền bản của khái niệm "Unplugged", cho dù bản thân họ không nhận thức hay có ý định hoàn thiện nó vào thời điểm đó.
Cảm hứng trực tiếp sản xuất nên chương trình này bắt nguồn từ bản thân bộ phận sáng tạo của kênh MTV. Nguồn cơn cũng bắt nguồn từ chuỗi chương trình cùng tên rải rác cuối thập niên 1970, đầu thập niên 1980. Một trong những chương trình đầu tiên là The Secret Policeman's Ball (tháng 6 năm 1979) của Pete Townshend – chương trình từ thiện về nhân quyền cho quỹ Amnesty International mà trong đó Townshend đã đề nghị nhà sản xuất Martin Lewis cho phép anh trình diễn hai ca khúc đình đám "Pinball Wizard" và "Won't Get Fooled Again" hoàn toàn bằng nhạc cụ mộc. Phần trình diễn này được biết tới nhiều qua album trực tiếp phát hành vào năm 1980 và bộ phim tư liệu phát hành ở Anh. Hai năm sau vào tháng 9 năm 1981, Lewis tiếp tục chương trình này với sự góp mặt của những tên tuổi khác là Sting, Phil Collins và Bob Geldof. Album trực tiếp năm 1982 và bộ phim The Secret Policeman's Other Ball (tất cả đều theo kèm phần trình diễn năm 1979 của Townshend) được phát hành tại Mỹ và có được thành công thương mại vang dội tại đây.
Tuy nhiên, hiện tượng đôi lúc những ngôi sao nhạc rock trình diễn lại những ca khúc của mình với nhạc cụ mộc, cho dù cùng vào khoảng thời gian đầu thập niên 1980, không được cho làm khai sinh ra khái niệm "unplugged".
Cuối thập niên 1980, làn sóng nhạc folk và các nhạc cụ mộc xuất hiện (liên quan tới những mối quan tâm mới về âm nhạc thập niên 1960 và làn sóng nhạc folk cùng thời kỳ). Rất nhiều nghệ sĩ bắt đầu bị ảnh hưởng bởi hiện tượng này, bao gồm The Indigo Girls, R.E.M., Sinéad O'Connor, Suzanne Vega, Lyle Lovett, Michael Penn, Enya và Bruce Hornsby and the Range. Cùng lúc đó, nhiều nghệ sĩ nhạc folk và âm nhạc acoustic từ những năm 1960 và 1970 cũng có được những thành công nhất định – nhiều người trong số họ thậm chí lên tới đỉnh vinh quang – có thể kể tới Paul Simon, The Grateful Dead, Jethro Tull, Bonnie Raitt, Dire Straits/Mark Knopfler, Yes và cả Bob Dylan.
Một trong những nghệ sĩ trình diễn "unplugged" đầu tiên với MTV có lẽ là Jethro Tull, khi bộ ba này (Ian Anderson, Dave Pegg và Martin Barre) cùng nhau trình diễn ngày 17 tháng 11 năm 1987 trích đoạn của hai ca khúc "Serenade to a Cuckoo" và "Skating Away (On the Thin Ice of the New Day)". XTC trình diễn nhạc cụ mộc sau đó vào tháng 5 năm 1989, trong khi Jon Bon Jovi và Richie Sambora trình diễn các ca khúc "Livin' on a Prayer" và "Wanted Dead or Alive" trong lễ trao giải MTV Video Music Awards năm 1989.
Quan điểm về chuỗi chương trình Unplugged của MTV được phác họa hoàn chỉnh bởi các nhà sản xuất Robert Small và Jim Burns cùng nhạc sĩ Jules Shear – những người trực tiếp dàn dựng 13 tập đầu tiên. Phần hậu kỳ và bảy tập đầu tiên được sản xuất bởi Bruce Leddy, trong khi những tập sau đó được phụ trách sản xuất Alex Coletti đảm nhiệm. Sau 13 tập đầu tiên, vai trò dàn dựng bị loại bỏ, chương trình được thâu tóm bởi công ty Viacom and RSE Inc, rồi hầu hết được đạo diễn bởi Milton Lage và Beth McCarthy.

## Danh sách chương trình

### 1989–1992
- Chương trình đầu tiên được lên sóng vào ngày 26 tháng 11 năm 1989 với sự có mặt của các nghệ sĩ Squeeze, Syd Straw và Elliot Easton.
- Joe Walsh xuất hiện vào buổi diễn năm 1990 cùng Dr. John. Theo cuốn I Want My MTV: The Uncensored Story of the Music Video Revolution của Rob Tannenbaum và Craig Marks, Joe Walsh muốn được trình diễn ca khúc kinh điển của The Eagles, "Desperado", song Joel Gallen nhận được ba bản fax của Don Henley không cho phép sử dụng ca khúc này. MTV cũng đưa lời mời tới Henley, song anh muốn có một chương trình của riêng mình. Vào thời điểm đó, chương trình mới chỉ được dàn dựng với sự cộng tác của nhiều nghệ sĩ.
- Paul McCartney tham gia chương trình vào năm 1991, sau đó phát hành album trực tiếp thành công mang tên Unplugged (The Official Bootleg). Đạo diễn Alex Coletti từng yêu cầu McCartney không phát hành thương mại album trên vì cho rằng chương trình sẽ khó được quan tâm nếu không đề cao tính giải trí.
- Ngày 14 tháng 10 năm 1991, Unplugged thực hiện chương trình nhạc rap đầu tiên. Chương trình bao gồm những phần trình diễn của LL Cool J cùng MC Lyte (Cappucino), De La Soul (Ring Ring Ring) và A Tribe Called Quest ("Can I Kick It?") cùng ban nhạc chơi lót Pop's Cool Love. Điểm nhấn của chương trình là phần trình bày hai ca khúc "Jingling Baby" và "Mama Said Knock You Out" bởi LL Cool J.
- Năm 1992, Mariah Carey hát lại ca khúc "I'll Be There" của The Jackson 5 với phần hát nền bởi Trey Lorenz. Ấn bản này được phát hành dưới dạng đĩa đơn, giành vị trí quán quân tại Billboard Hot 100 ở Canada, New Zealand và Hà Lan, cũng như trở thành hit tại nhiều quốc gia khác. Theo yêu cầu lớn của thính giả, buổi diễn sau đó được phát hành dưới dạng album trực tiếp và bán được 10 triệu bản trên toàn thế giới, trở thành album Unplugged thành công nhất về mặt thương mại tính tới thời điểm đó. Video của buổi diễn cũng được trình chiếu, có được thành công tại châu Mỹ, châu Âu, Nhật Bản và Úc.
- Năm 1992, Eric Clapton cho thu lại buổi diễn Unplugged của mình tại phòng thu Bray Studios ở Luân Đôn. Anh có cho hòa âm lại rất nhiều ca khúc của mình dưới chất liệu mộc, và album thu trực tiếp sau đó trở thành album Unplugged bán chạy nhất tại Mỹ với hơn 10 triệu bản[4]. Clapton giành tới 6 Giải Grammy với album này, trong đó có những giải thưởng quan trọng nhất là Thu âm của năm, Bài hát của năm (cho "Tears in Heaven") và Album của năm[5].
- Trong khi MTV có trong tay tới 101 phần trình diễn Unplugged, chỉ có chưa tới 30 trong số đó được phát hành thành album. Buổi diễn vào tháng 3 năm 1992 của Pearl Jam chỉ được phát hành vào năm 2009 trong ấn bản DVD tái bản album đầu tay của họ, Ten[6].
- Ngày 27 tháng 4 năm 1992, nhóm Queensrÿche cho quay lại buổi diễn Unplugged của họ với những ca khúc như "Silent Lucidity", "The Lady Wore Black", "I Will Remember", "The Killing Words", ngoài ra còn có bản hát lại ca khúc nổi tiếng "Scarborough Fair".

### 1993–1994
- Ngày 9 tháng 1 năm 1993, bộ đôi Thụy Điển Roxette trở thành những nghệ sĩ không nói tiếng Anh đầu tiên tham gia chương trình MTV Unplugged. Buổi diễn được thu tại Stockholm Circus. Chương trình bao gồm nhiều ca khúc kinh điển của những nghệ sĩ như Aretha Franklin, Neil Young và The Byrds.
- Ngày 7 tháng 11 năm 1993, nhóm Duran Duran cho quay lại buổi diễn Unplugged của họ sau quãng nghỉ ngắn kể từ tour diễn vòng quanh thế giới vì ca sĩ hát chính Simon Le Bon bị kiệt sức sau 11 tháng đi lưu diễn. Nhiều lời phê bình đánh giá cao phần trình diễn ấn tượng những ca khúc kinh điển như "Serious" – đĩa đơn sau này nằm trong album Liberty của ban nhạc năm 1990. Buổi diễn Unplugged của Duran Duran không chỉ gây dấu ấn nhờ phần trình diễn xuất sắc của họ mà còn vì sự trở lại của LeBon.
- Buổi diễn Unplugged của ban nhạc Nirvana là một trong những lần xuất hiện cuối cùng của Kurt Cobain trên truyền hình, được thu ngày 18 tháng 11 năm 1993, chỉ năm tháng trước khi Cobain tự sát. Danh sách ca khúc trình bày bởi Nirvana bao gồm nhiều sáng tác ít được biết tới của họ, ngoài ra còn có một số ca khúc khác của Meat Puppets, Lead Belly, David Bowie và The Vaselines. Hai ca khúc nổi tiếng thực sự có lẽ là "Come as You Are" và "All Apologies", trái ngược hoàn toàn với các nghệ sĩ khác khi họ thường lựa chọn những ca khúc thành công nhất của mình để mang tới Unplugged. Buổi diễn của Nirvana được ghi lại dưới dạng CD với tên MTV Unplugged in New York, sau đó được trao Giải Grammy cho Trình diễn Alternative xuất sắc nhất tại Giải Grammy lần thứ 38 năm 1996, rồi được phát hành dưới dạng DVD vào năm 2007.
- Buổi diễn Unplugged năm 1993 của Bruce Springsteen đã trình bày lại hầu hết những sáng tác nổi tiếng nhất của anh bằng các nhạc cụ mộc. Video chương trình được thu lại rồi đưa vào ấn phẩm In Concert/MTV Plugged.
- Năm 1993, nhóm Stone Temple Pilots cũng trình diễn tại MTV Unplugged, mở đầu với ca khúc nổi tiếng "Big Empty".
- Nhóm 10,000 Maniacs cũng trình diễn chương trình truyền hình trực tiếp cùng ca sĩ Natalie Merchan vào năm 1993. Chương trình sau đó được phát hành dưới dạng CD, trong đó phần hát lại ca khúc "Because the Night" của Patti Smith/Bruce Springsteen được phát hành dưới dạng đĩa đơn. David Byrne là khách mời tham gia buổi diễn này.
- Bob Dylan cũng tham gia trình diễn Unplugged vào năm 1994 với một buổi diễn kéo dài hai đêm.
- Buổi diễn tái hợp của ban nhạc The Eagles trở thành chương trình truyền hình đặc biệt Hell Freezes Over của MTV vào năm 1994. Cho dù vậy, vì chương trình được tổ chức bởi ê-kíp của Unplugged, nó vẫn thuộc chuỗi chương trình MTV Unplugged nói chung. Buổi diễn sau đó được phát hành dưới dạng CD (cùng bốn ca khúc mới), VHS và DVD Hell Freezes Over.
- Ngày 29 tháng 9 năm 1994, nhóm Los Fabulosos Cadillacs trình diễn Unplugged bằng tiếng Tây Ban Nha/La-tinh tại phòng thu MTV Miami. Buổi diễn bao gồm cả những ca khúc như "The Guns of Brixton" của The Clash và "Stop That Train" của Keith & Tex.
- Ngày 14 tháng 10 năm 1994 (thu âm từ tháng 8 năm 1994), buổi diễn tái hợp được mong chờ của Jimmy Page và Robert Plant trở thành dự án "UnLedded" của MTV, được quay tại Maroc, Xứ Wales và Luân Đôn với tỉ lệ người xem vượt trội. Đây không phải là buổi diễn tái hợp của Led Zeppelin do tay bass John Paul Jones không tham dự. Thực tế, Jones không được thông báo về buổi diễn này từ hai thành viên trên. Album đi kèm ngoài các tác phẩm kinh điển của Led Zeppelin còn có vài ca khúc mới mang chất liệu phương Đông và Maroc như "City Don't Cry", "Yallah" (hay "The Truth Explodes"), "Wonderful One" và "Wah Wah".
- Một album tuyển tập được hãng Warner Bros. Records phát hành vào ngày 1 tháng 12 năm 1994 dưới tên The Unplugged Collection, Volume One.

### 1995–1999
- Ngày 14 tháng 2 năm 1995, nhóm Hole trình diễn Unplugged với những sáng tác nổi tiếng như "Miss World" và "Doll Parts", bản hát lại các ca khúc "You Know You're Right" (dưới tên "You've Got No Right") và "Old Age" của Nirvana, ngoài ra còn có ca khúc "Hungry Like the Wolf" của Duran Duran.
- Ngày 4 tháng 4 năm 1995, nghệ sĩ người Argentina Charly Garcia có mặt tại phòng thu của MTV cùng ban nhạc Cassandra Lange để cùng nhau thu âm trực tiếp album thứ ba của anh. Buổi thu của Garcia bao gồm vài giai điệu cổ điển, và thành quả có được là một album trực tiếp thành công với nhiều chất liệu mới[7].
- Ngày 9 tháng 8 năm 1995, Kiss trình diễn buổi diễn Kiss Unplugged với sự có mặt của đầy đủ tất cả các thành viên. Paul Stanley và Gene Simmons đã gửi lời mời tới hai cựu thành viên Peter Criss và Ace Frehley tới tham gia chương trình. Phản ứng của người hâm mộ là rất tích cực, dẫn tới việc ban nhạc tái hợp một năm sau đó và cùng nhau đi trình diễn lần đầu tiên kể từ năm 1979.
- Ngày 12 tháng 3 năm 1996, Soda Stereo được mời tới trường quay của MTV để thực hiện buổi diễn bằng nhạc cụ mộc. Sau vài lần bị từ chối, cuối cùng ban nhạc cũng thuyết phục được ê-kíp cho phép sử dụng một vài thiết bị điện với tác dụng là chỉnh sửa chút hòa âm của dàn nhạc đối với một số tác phẩm cổ điển không lời. Thành quả có được là buổi diễn mộc pha trộn với vài hiệu ứng điện, tạo nên thương hiệu của chính Soda Stereo. Điểm nhấn của chương trình là phần trình bày ca khúc "En La Ciudad De La Furia", hát bởi Andrea Echeverri từ nhóm nhạc rock của Columbia, Aterciopelados. Video buổi diễn được đưa một phần vào album Comfort y Música Para Volar, sau đó được tái bản toàn bộ trong ấn bản năm 2007. Album thứ hai ở trên được bổ sung bốn ca khúc thu nháp của ban nhạc, cùng với đó là CD và ảnh chụp của buổi diễn.
- Ngày 10 tháng 4 năm 1996, Alice in Chains tái hợp sau ba năm và cùng nhau trình diễn lần đầu tiên sau chín năm. Trong buổi diễn, người ta có thể dễ dàng nhận ra ca sĩ hát chính Layne Staley có vấn đề về sức khỏe do ảnh hưởng của ma túy, song anh vẫn hoàn thiện xuất sắc phần trình diễn của mình. Được coi là một trong những lần xuất hiện cuối cùng của Layne Staley trên sân khấu, buổi diễn Unplugged này được coi là một trong những chương trình nổi tiếng và đáng nhớ nhất của MTV Unplugged[8][9][10].
- Oasis tham gia chương trình tại Royal Festival Hall ngày 23 tháng 8 năm 1996 khi ca sĩ chính Liam Gallagher buộc phải rút lui vào những phút cuối vì bị viêm họng. Ban nhạc vẫn tiếp tục trình diễn khi tay guitar Noel Gallagher phụ trách phần hát và nhận được nhiều đánh giá tích cực. Liam vẫn theo dõi buổi diễn và động viên ban nhạc từ khu vực ban công.
- Năm 1997, nghệ sĩ neo-soul Maxwell trình diễn hai ca khúc acoustic "This Woman's Work" của Kate Bush và "Closer" của Nine Inch Nails với nhiều đánh giá tích cực.
- Ngày 27 tháng 9 năm 1997, Bryan Adams trình diễn Unplugged tại Hammerstein Ballroom ở New York rồi cho phát hành album trực tiếp theo kèm. Davy Spillane và Michael Kamen cũng tham gia chương trình khi trực tiếp viết nhạc và phối khí cho dàn nhạc, đồng thời mời học sinh của mình từ trường Juilliard tới hòa ca. Ba ca khúc mới được giới thiệu là "Back To You", "When You Love Someone" và "A Little Love". Ca khúc "If Ya Wanna Be Bad – Ya Gotta Be Good" được chọn làm ca khúc mở đầu album. Album có được thành công vang dội, bán được khoảng năm triệu bản trên toàn thế giới.
- Năm 1999, buổi diễn Unplugged của ca sĩ người Colombia Shakira trở thành buổi diễn đầu tiên sử dụng hoàn toàn ngôn ngữ ngoài tiếng Anh. Album theo kèm, MTV Unplugged, có được tiếng vang lớn, trở thành bước đệm giới thiệu cô với cộng đồng âm nhạc tiếng Anh. Album giành vị trí quán quân tại Billboard Latin Charts rồi trở thành album Unplugged La-tinh đầu tiên được trao giải Grammy.
- Tháng 10 năm 1999, ban nhạc người Ireland, The Corrs, trình diễn Unplugged tại Wicklow. Album theo kèm cũng có được thành công trên toàn thế giới.

### 2000–nay
- Năm 2001, Hikaru Utada trở thành nghệ sĩ Nhật Bản thứ ba và là nghệ sĩ trẻ nhất trình diễn Unplugged.
- Ban nhạc rock người Chile La Ley trình diễn Unplugged vào năm 2001, theo kèm là một album trình diễn trực tiếp sau đó được đề cử giải Grammy.
- Jay-Z cũng trình diễn Unplugged vào ngày 18 tháng 11 năm 2001, album theo kèm sau đó cũng được trao giải Grammy.
- Lauryn Hill thử nghiệm rất nhiều chất liệu mới trong buổi diễn MTV Unplugged năm 2002 của mình, sau đó cho phát hành album MTV Unplugged No. 2.0. Đây là album đầu tiên của cô kể từ The Miseducation of Lauryn Hill. Hill xuất hiện trong chương trình với mái tóc ngắn và bộ quần áo sơ sài nhằm thể hiện theo phong cách tối giản. Buổi diễn của cô bao gồm nhiều phần trình bày với guitar acoustic, cùng nhiều phần kể chuyện, đôi lúc ngắt quãng bởi cả những giọt nước mắt.
- Dashboard Confessional thu âm Unplugged trong buổi diễn tại New York vào năm 2002, trở thành ban nhạc đầu tiên nhận được chứng chỉ Bạch kim.
- MTV Unplugged lần đầu tới Ý khi ca sĩ Giorgia trình diễn vào ngày 16 tháng 6 năm 2005 và có được thành công vang dội.
- Chương trình Unplugged của Alicia Keys lên sóng vào ngày 23 tháng 9 năm 2005. Đây là chương trình Unplugged đầu tiên của kênh MTV sau gần ba năm với sự tham gia của một số nghệ sĩ như Mos Def, Common, Damian Marley và Adam Levine của nhóm Maroon 5. Album theo kèm được phát hành dưới cả định dạng CD và DVD, có được vị trí quán quân ở một vài quốc gia.
- Ngày 9 tháng 12 năm 2006, nhóm Korn trình diễn Unplugged cùng Amy Lee, Robert Smith và Simon Gallup với một số ca khúc nổi tiếng xen lẫn vài sáng tác mới. Buổi diễn được phát hành dưới dạng CD có tên MTV Unplugged: Korn vào ngày 6 tháng 3 năm 2007, có được vị trí số chín tại Billboard 200.
- Năm 2009, Nagase Tomoya của nhóm TOKIO trở thành nghệ sĩ Nhật Bản thứ sáu trình diễn MTV Unplugged, sau những nghệ sĩ như Chage and Aska và Hikaru Utada.
- Cũng trong năm 2009, MTV.com nhận được lời đầu tư chính thức cho chuỗi chương trình Unplugged từ Matthew C. Mills của hãng Spacestation. Đây cũng là lần đầu tiên Unplugged được quay với chất lượng HD. Những nghệ sĩ được tham gia chương trình bao gồm Adele, Silversun Pickups, All Time Low, Paramore, Vampire Weekend và Katy Perry. Những chương trình trên được đăng trên unplugged.mtv.com trong đó những video được phát sóng nhỏ lẻ qua MTV và Palladia. Palladia cũng trình chiếu toàn bộ buổi diễn đầy đủ. Thành quả có được chính là việc MTV Unplugged lần đầu được trao giải Emmy[11].
- Chương trình MTV Unplugged của ca sĩ nhạc rap người Đức Sido được thu âm ngày 28 tháng 1 năm 2010 ở Berlin.
- MTV cũng tổ chức một buổi diễn ngày 10 tháng 3 năm 2010 với ca sĩ Adam Lambert.
- Năm 2011, MTV Unplugged: Vampire Weekend được trao giải Danh dự tại Giải thưởng Webby lần thứ 15 từ IADAS. Matthew C. Mills là đạo diễn và nhà sản xuất của buổi diễn này.
- Tháng 3 năm 2011, K-os trình diễn MTV Unplugged tại Toronto, Canada, thu âm dưới định dạng CD và DVD.
- Ngày 4 tháng 3 năm 2011, MTV Unplugged của nghệ sĩ Lykke Li được đưa lên mtv.com
- Tháng 5 năm 2011, MTV Unplugged của Los Tigres Del Norte được chiếu trên MTV Tr3s. Đây chính là nghệ sĩ đầu tiên của México tham gia trình diễn chuỗi chương trình Unplugged.
- Ngày 11 tháng 5 năm 2011, Thirty Seconds to Mars trình diễn Unplugged tại phòng thu Sony Music Studios ở New York. Buổi diễn bao gồm những ca khúc từ album thứ ba của họ This Is War (2009) cùng với bản hát lại một số ca khúc của The Police và U2. Một số ca khúc được tuyển chọn đưa vào EP và video đi kèm. Ấn bản Unplugged của ca khúc "Hurricane" được trao giải MTV cho Trình diễn trực tiếp xuất sắc nhất.
- Ngày 12 tháng 6 năm 2011, Lil Wayne trình diễn MTV Unplugged được chiếu trên hai kênh MTV và MTV2.
- Tháng 4 năm 2012, ban nhạc pop Florence and the Machine tham gia MTV Unplugged[12].
- Tháng 9 năm 2013, nhóm Scorpions trình diễn và thu âm Unplugged trong ba đêm ở Athens, Hi Lạp.
- Ngày 28 tháng 1 năm 2014, Miley Cyrus trình diễn MTV Unplugged ở Los Angeles. Chương trình được lên sóng sau đó trên kênh MTV[13]. Cyrus trình bày hầu hết những ca khúc trong album Bangerz của cô. Cô cũng trình bày song song ca khúc "We Can't Stop" với ca khúc của Madonna, "Don't Tell Me"[14].